# 제시 쿡

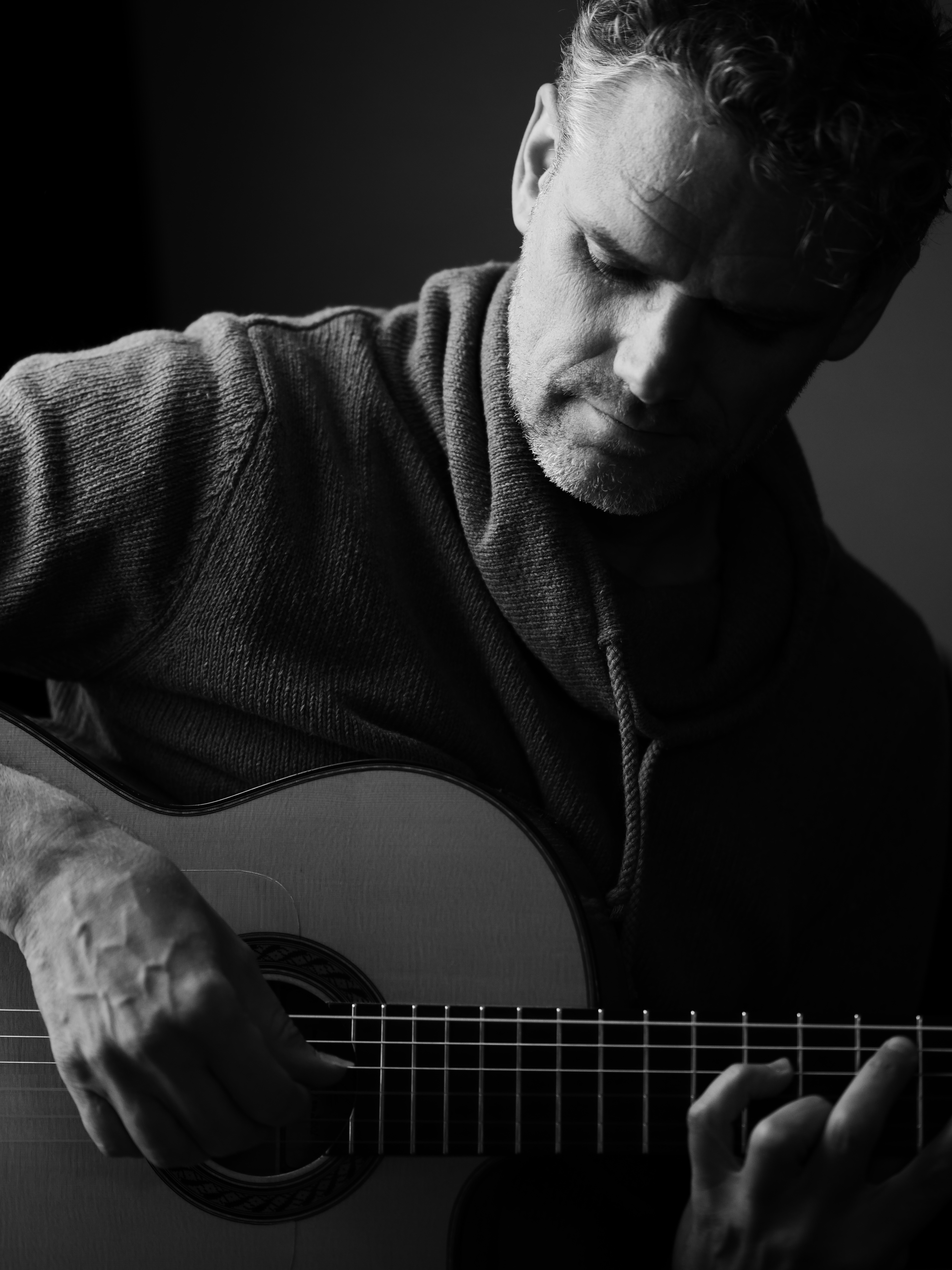

제시 쿡(Jesse Cook, 본명: Jesse Arnaud Cook)은 캐나다의 기타리스트이다. 그는 주노상 수상자, 어쿠스틱 기타 플레이어스 초이스상(Acoustic Guitar Player's Choice Award) 플라멩코 부문 은상 수상자, 올해의 기타리스트 부문 캐네디언 스무드 재즈(Canadian Smooth Jazz) 상을 3회 수상했다. 그는 EMI, E1 뮤직 및 나라다(Narada) 레이블에서 녹음했으며 전 세계적으로 150만 개 이상의 레코드를 발매했다.

## 음반
- Tempest (Narada Equinox, 1995)
- Gravity (Narada Equinox, 1996)
- Vertigo (Narada World, 1998)
- Free Fall (Narada World, 2000)
- Nomad (Narada World, 2003)
- Montréal (Narada, 2005)
- Frontiers (Koch, 2007)
- The Rumba Foundation (Coach House Music, 2009)
- The Blue Guitar Sessions (eOne, 2012)
- One World (E1, 2015)
- Beyond Borders (eOne, 2017)
- Libre (One World, 2021)
- Love in the Time of Covid (2023)